# Winklertal
Winklertal är en dal i Österrike.   Den ligger i förbundslandet Tyrolen, i den centrala delen av landet, 300 km sydväst om huvudstaden Wien.
Trakten runt Winklertal består i huvudsak av gräsmarker. Runt Winklertal är det ganska glesbefolkat, med 24 invånare per kvadratkilometer.